# El 47
El 47 es una película de drama biográfico dirigida por Marcel Barrena, quien la coescribió junto a Alberto Marini. Está protagonizada por Eduard Fernández, Salva Reina, Carlos Cuevas, Zoe Bonafonte, Clara Segura, Óscar de la Fuente, Lolo Herrero, David Verdaguer, Vicente Romero y María Morera. Se estrenó el 6 de septiembre de 2024, de la mano de A Contracorriente Films.

## Trama
En los años 60 y 70, la periferia de Barcelona se ha formado y construido en su mayor parte por inmigrantes extremeños y andaluces que han levantado los barrios con sus propias manos, pero no están considerados como parte de la ciudad. Los barrios de chabolas de la ciudad ni siquiera tienen agua corriente o electricidad. Harto de que el Ayuntamiento diga que el transporte público no puede llegar a la zona porque las calles son demasiado estrechas e inseguras, el conductor de autobús de Transportes Metropolitanos de Barcelona, Manolo Vital (Eduard Fernández), intentará demostrar, al volante de la línea 47, que las autoridades se equivocan.

## Producción
En mayo de 2023 se anunció que la productora Mediapro estaba buscando figurantes en el barrio barcelonés de Torre Baró para el rodaje de la película, la cual contaría con Marcel Barrena como director y con Eduard Fernández, Clara Segura, Carlos Cuevas y David Verdaguer entre su reparto. El rodaje de la película comenzó a finales de junio de 2023 en Barcelona, y concluyó en el mes de julio.

## Estreno y marketing
En noviembre de 2023 se anunció que A Contracorriente Films distribuiría la película en las salas de cine españolas. Ese mismo mes, su estreno fue programado para el 27 de septiembre de 2024, aunque algunos medios informaron erróneamente que se estrenaría el 29. El 18 de julio de 2024, A Contracorriente Films distribuyó el tráiler de la película y adelantó el estreno de ésta del 27 al 6 de septiembre de 2024.

## Reparto
| Intérprete         | Personaje    |
| ------------------ | ------------ |
| Eduard Fernández   | Manolo Vital |
| Clara Segura       | Carme Vila   |
| Zoe Bonafonte      | Joana        |
| Salva Reina        | Felipín      |
| Óscar de la Fuente | Antonio      |
| Betsy Túrnez       | Aurora       |
| Vicente Romero     | Ortega       |
| David Verdaguer    | Serra        |
| Borja Espinosa     | El Rubio     |
| Carme Sansa        | Señora Vila  |
| Aimar Vega         | Josep        |
| Carlos Cuevas      | Pasqual      |

## Premios y nominaciones
Premios Forqué
| Año  | Categoría                             | Resultado | Ref.   |
| ---- | ------------------------------------- | --------- | ------ |
| 2024 | Mejor largometraje de ficción         | Ganador   | [ 10 ] |
| 2024 | Premio al Cine y Educación en Valores | Ganador   | [ 10 ] |

Premios Feroz
| Año  | Categoría               | Destinatario(s)              | Resultado | Ref.   |
| ---- | ----------------------- | ---------------------------- | --------- | ------ |
| 2025 | Mejor guion             | Marcel Barrena y Beto Marini | Nominado  | [ 11 ] |
| 2025 | Mejor música original   | Arnau Bataller               | Nominado  | [ 11 ] |
| 2025 | Mejor actriz de reparto | Clara Segura                 | Ganadora  | [ 11 ] |

XXXIX edición de los Premios Goya
| Categoría                     | Destinatario(s)                       | Resultado | Ref.   |
| ----------------------------- | ------------------------------------- | --------- | ------ |
| Mejor película                | Javier Méndez, Laura Fernández Espeso | Ganadora  | [ 12 ] |
| Mejor guion original          | Alberto Marini, Marcel Barrena        | Nominados | [ 12 ] |
| Mejor música original         | Arnau Bataller                        | Nominado  | [ 12 ] |
| Mejor canción original        | Valeria Castro                        | Nominada  | [ 12 ] |
| Mejor actor de reparto        | Salva Reina                           | Ganador   | [ 12 ] |
| Mejor actriz de reparto       | Clara Segura                          | Ganadora  | [ 12 ] |
| Mejor actriz revelación       | Zoe Bonafonte                         | Nominada  | [ 12 ] |
| Mejor dirección de producción | Carlos Apolinario                     | Ganador   | [ 12 ] |
| Mejor fotografía              | Isaac Vila                            | Nominado  | [ 12 ] |
| Mejor montaje                 | Nacho Ruiz Capillas                   | Nominado  | [ 12 ] |
| Mejor dirección artística     | Marta Bazaco                          | Nominada  | [ 12 ] |
| Mejor diseño de vestuario     | Irantzu Ortiz, Olga Rodal             | Nominadas | [ 12 ] |
| Mejor maquillaje y peluquería | Karol Tornaría                        | Nominada  | [ 12 ] |
| Mejores efectos especiales    | Laura Canals, Iván López Hernández    | Ganadores | [ 12 ] |

69.ª edición de los Premios Sant Jordi
| Categoría                                       | Resultado | Ref.   |
| ----------------------------------------------- | --------- | ------ |
| Rosa de Sant Jordi a la mejor película española | Ganadora  | [ 13 ] |

80.ª edición de las Medallas del Círculo de Escritores Cinematográficos
| Categoría               | Candidato                       | Resultado |
| ----------------------- | ------------------------------- | --------- |
| Mejor película          | Mejor película                  | Nominada  |
| Mejor dirección         | Marcel Barrena                  | Nominado  |
| Mejor guion original    | Alberto Marini y Marcel Barrena | Nominados |
| Mejor actor             | Eduard Fernández                | Nominado  |
| Mejor actor secundario  | Salva Reina                     | Nominado  |
| Mejor actriz secundaria | Clara Segura                    | Nominada  |
| Mejor música            | Arnau Bataller                  | Nominado  |
| Mejor montaje           | Nacho Ruiz Capillas             | Nominado  |
| Mejor fotografía        | Isaac Vila                      | Nominado  |
| Actriz revelación       | Zoe Bonafonte                   | Nominada  |

- Premio Gaudí 2025 Mejor Película. [15]
- Premio Gaudí 2025 Mejor protagonista masculino. [15]
- Premio Gaudí 2025 Mejor actriz secundaria, Clara Segura. [15]